# Калкан, Берат
Берат Калкан (тур. Berat Kalkan; род. 2 марта, 2003, Стамбул, Турция) — северомакедонский футболист турецкого происхождения, нападающий клуба «Касымпаша».

## Карьера
Играл в академиях турецких клубов «Алибейкёй» и «Алтынорду».

### «Касымпаша»
В 2016 году попал в молодёжный состав команды «Касымпаша». В августе 2020 года стал игроком основной команды. Дебютировал в турецкой Суперлиге 29 ноября 2020 года в матче с «Генчлербирлиги», заменив Армина Ходжича на 87-й минуте. Отметился забитым мячом в своём первом матче Кубка Турции против «Эрзинджанспора».

### «Караджабей Беледийеспор»
В 2021 году отправлялся в аренду в клуб 3-й турецкой Лиги «Караджабей Беледийеспор». Дебютировал за клуб в матче с «Элазигспором».